# بنت‌هورن
بنت‌هورن (به هلندی: Benthorn) یک منطقهٔ مسکونی در هلند است که در آلفن آن درین واقع شده‌است.